# Don Easterbrook
Don J. Easterbrook, né le 29 janvier 1935 à Sumas, dans l'État de Washington, est un professeur émérite de géologie à l'université de Washington-Ouest. Au cours de sa carrière universitaire (1959-1997), il a fait des recherches pour le compte de la Commission de réglementation nucléaire des États-Unis, représenté son pays dans le Programme international de corrélation géologique, identifié les zones géologiques à protéger pour le compte du Heritage Documentation Programs et fait des recherches sur le Mont Saint Helens et le Mont Baker financées par la Fondation nationale pour la science.
Depuis le début du siècle, à l'occasion de colloques de la Société américaine de géologie et de rencontres climato-sceptiques de l'institut Heartland, il remet en question le rôle de l'augmentation du CO2 de l'atmosphère dans le réchauffement de la planète et s'appuie sur la succession des cycles du passé pour annoncer la fin du réchauffement et le début du refroidissement. Ses conclusions, qui s'opposent au consensus sur le réchauffement climatique, sont rejetées par la quasi-totalité de la communauté scientifique.

## Biographie

### Études
Don Easterbrook termine ses études secondaires au lycée de Bellingham en 1953. Il entreprend des études de génie électronique en 1955 mais, au bout de deux ans, décide de changer de matière, s'étant pris de passion pour la géologie après s'être inscrit à des cours dans ce domaine. Son cursus de géologie à l'université de Washington (État de Washington) enchaîne licence (en 1958) et maîtrise (en 1959).
En octobre 1959, il rejoint le corps professoral de l'université de Washington-Ouest en tant que doctorant et assistant (instructor),. Se spécialisant en géologie glaciaire, il prend pour sujet de doctorat de 3e cycle « la géologie du Pléistocène de la partie septentrionale des terres basses de Puget dans l'État de Washington »,. Il est docteur en 1962.

### Carrière professionnelle
Il enseigne pendant 40 ans à l'université de Washington-Ouest, débutant comme assistant (instructor) en 1959, devenant professeur adjoint (associate professor) quelques années plus tard puis professeur titulaire (tenured professor) en 1968,.
Il assure des cours de géomorphologie, notamment sur les processus, tels que les glaciers, les torrents et les glissements de terrain, qui façonnent le relief.
Pendant douze années (dans les années 1960 et 1970), il est président du département de géologie de l'université.
Ses recherches dans le domaine de la géologie glaciaire concernent les changements climatiques planétaires brusques du Pléistocène et leur lien avec les causes des périodes glaciaires, la géochronologie du Pléistocène, la datation au C 14 et cosmogénique des glaciations dans le Pacific Northwest, la Nouvelle-Zélande et les Andes argentines.
Il part à la retraite en 1997, son université lui décernant le titre honorifique de professeur émérite.

### Recherches

#### Géologie glaciaire
En 1966, Don Easterbrook se lance dans l'étude des glaciers qui se sont formés pendant la dernière ère glaciaire (qui a pris fin il y a 10 000 ans) et s'intéresse plus particulièrement aux glaciers alpins du Mont Baker et aux dépôts glaciaires des îles San Juan et de l'île Whidbey. Ses recherches sont financées par la Fondation nationale pour la science. Dix ans plus tard, il poursuit toujours ses recherches sur le Mont Baker, mais plus particulièrement sur l'activité volcanique de celui-ci,.

#### Risques sismiques
À la fin des années 1970, il effectue, pour le compte de la Commission de réglementation nucléaire des États-Unis, des recherches sur les tremblements de terre et des études géologiques très poussées dans la vallée du Skagit où l'on projette de construire deux centrales nucléaires jumelles. Sa conclusion est que la région, sur le plan de la sismicité, est à haut risque.

#### Programme international de corrélation géologique
En septembre 1975, se réunissent à Washington-Ouest pour leur 3e colloque, les participants du Projet international de corrélation géologique, programme commandité et financé par l'UNESCO et visant à établir les tendances et les variations climatiques à long terme à l'échelle du monde, les tendances devant être déterminées d'ici 1980 pour une durée de 50 à 100 ans. Selon Easterbrook, qui préside les débats, il s'agit de déterminer si le temps plus froid des 25 années écoulées annonce une courbe descendante et l'entrée dans une nouvelle ère glaciaire ou si ce n'est qu'une petite baisse à court terme dans une tendance générale au réchauffement.
En septembre 1976, il part en Europe pour représenter les États-Unis à la réunion annuelle du Comité du projet international de corrélation géologique. Les sujets abordés sont les fluctuations glaciaires, les changements dans le climat de la Terre et la possibilité d'une nouvelle période glaciaire.

#### Zones naturelles d'intérêt géologique
En 1978, il est président du panel géologique national chargé d'identifier les zones géologiques destinées à être protégées et inscrites au registre national des zones naturelles à intérêt géologique. Une subvention lui est accordée par le National Heritage Program.

#### Éruptions et explosion du Mont Saint Helens
En mars et mai 1980, il survole à plusieurs reprises, en avion, le Mont Saint Helens pour y filmer, le 27 mars, les éruptions antérieures à l'explosion du volcan, cette même explosion le 18 mai et l'activité éruptive après cette date. Dans les années qui suivent, il obtient des fonds de la Fondation nationale pour la science pour mener des recherches sur le volcan (depuis un hélicoptère et au sol),.

#### Centrale électrique Sumas Energy 2
En 2001, il élève la voix contre le choix du site choisi pour construire la centrale électrique au gaz et au diesel Sumas Energy 2, arguant que le site se trouve sur une faille, laquelle, selon ses recherches, est plus longue et plus active qu'on le pensait. La possibilité qu'un tremblement de terre important affecte une installation industrielle contenant des carburants inflammables et des mélanges toxiques devrait inciter, selon lui, à l'abandon du projet.

### Sociétés savantes
En reconnaissance des services éminents qu'il a rendus en tant que président de la division « Géologie et géomorphologie du Quaternaire » à la Société américaine de géologie, celle-ci lui remet son prix national.
Membre de la Société géologique du Northwest, il reçoit de la part de celle-ci un prix pour l'ensemble de ses réalisations.

### Fonds Easterbrook
Un fonds Don J. et Ellen H. Easterbrook est créé en 1999 au sein de la Fondation de la Société américaine de géologie. Il sert à accorder une bourse de recherche à un chercheur éminent choisi par la Division géologie et géomorphologie du Quaternaire, ainsi qu'à financer les projets concernant l'enrichissement de la médiatèque Easterbrook en photos géologiques de qualité.

### Vie privée
Don J. Easterbrook est marié à Ellen H. Easterbrook.

## Thèse climato-sceptique et polémiques
Sa carrière universitaire terminée, Don Easterbrok entame une seconde carrière en tant que négateur du réchauffement climatique dû aux actions anthropiques et défenseur du refroidissement terrestre. À partir du début du siècle, il remet en question le rôle de l'augmentation du CO2 de l'atmosphère dans le réchauffement de la planète et s'appuie sur la succession des cycles du passé pour annoncer la fin du réchauffement et le début du refroidissement.

### Colloque de la Société américaine de géologie (2001)
Alors que le Groupe d'experts intergouvernemental sur l'évolution du climat (GIEC) prévoit un réchauffement planétaire dû à l'Homme, Easterbrook, en 2001, prévoit la fin du réchauffement et le début de trois décennies de refroidissement en raison de l'oscillation décennale du Pacifique (ODP) de sa phase chaude à sa phase froide,.

### Colloque de la Société américaine de géologie à Philadelphie (2006)
Au colloque annuel de la Société américaine de géologie à Philadelphie en 2006, Easterbrook présente une communication intitulée « The Cause of Global Warming and Predictions for the Coming Century ». Il y expose son point de vue sur le caractère cyclique de la variabilité climatique. Selon lui, si les cycles se poursuivent comme par le passé, le cycle de réchauffement actuel devrait se terminer bientôt et la température de la planète devrait baisser légèrement jusque vers 2035, puis remonter d'environ 0,5 °C de 2035 à 2065 et baisser légèrement jusqu'en 2100. L'augmentation totale du réchauffement planétaire pour le siècle devrait être d'environ 0,3 °C, au lieu du réchauffement catastrophique de 6,3 °C annoncé par le GIEC,.

### Interventions médiatiques (2007)
En mars 2007, il est interrogé par le New York Times dans un article sur le documentaire de Davis Guggenheim, An Inconvenient Truth (en français, Une vérité qui dérange), basé sur la campagne de sensibilisation au réchauffement climatique menée par l'homme politique Al Gore : « Je ne tiens pas à m'en prendre à Al Gore [...]. Mais il y a bon nombre d'inexactitudes dans les affirmations que nous voyons, et nous devons tempérer cela avec de vraies données. ». Le journaliste décrit Easterbrook comme étant « un savant de base », « qui n'a pas de comptes politiques à régler », alors qu'en fait, de par son scepticisme climatique, « il va à l'encontre de la majorité de ses collègues ».
Le même jour, Easterbrook apparaît dans Headline News, l'émission de télévision de Glenn Beck sur la chaîne de télévision Cable News Network (CNN). Il est présenté comme faisant partie d'un groupe de personnes qui, bien que percevant le réchauffement climatique comme une menace, critiquent les tactiques d'intimidation employées par les extrémistes. Devant les caméras, il affirme que, compte tenu des cycles climatiques ayant marqué les 15 000 dernières années et plus particulièrement les 500 dernières, il est d'avis que l'on va probablement vers le début d'un refroidissement d'ici 2010, plutôt que vers la hausse du réchauffement prévue par le GIEC. À la fin du XXIe siècle, on aura pris non pas dix degrés mais moins d'un degré.

### Réunion annuelle de l'Union américaine de géophysique à San Francisco (2008)
À cette réunion de The American Geophysical Union, Easterbrook fait une communication où il soutient que les périodes de refroidissement du passé sont susceptibles de se reproduire à l'avenir, en partant du principe qu'elles sont causées principalement par l'activité solaire et l'oscillation décennale du Pacifique. Selon le site DeSmog, les projections d'Easterbrook sont fausses car celui-ci passe sous silence le fait que les émissions de gaz à effet de serre sont prédominantes dans les changements climatiques présents et à venir et confond corrélation et causation.

### Colloque géologique international d'Oslo (2008)
À ce colloque, Easterbrook corrèle l'oscillation décennale du Pacifique avec les changements climatiques au cours des 500 dernières années. Le GIEC a prévu une augmentation globale de la température de 0,6 °C d'ici 2011 et de 1,2 °C d'ici 2038, tandis qu'Easterbrook (2001) a prévu le début d'une phase de refroidissement planétaire à partir de 2007 (± 3 ans) avec un refroidissement d'environ 0,3-0,5 °C d'ici 2040. Selon Easterbrook, ce refroidissement a peut-être déjà commencé, la tendance depuis 2002 étant marquée par une baisse progressive des températures et l'hiver 2007-2008 ayant battu les records en matière de froid et de neige.

### Colloque international sur le changement climatique de New York (2009)
Au colloque international sur le changement climatique organisé par l'Institut Heartland à New York, en 2009, il présente une communication intitulée Glacier fluctuations, global climate change, and ocean temperature changes,. Dans un résumé de cette communication, il envisage le scénario suivant : on se dirigerait vers un refroidissement planétaire plus marqué que le précédent (de 1945 environ à 1977), peut-être similaire à la période de froidure entre 1880 et 1910, trente années où nombre de records de froid furent établis.

### Publication deEvidence-Based Climate Science(2011)
En 2011, dans Evidence-Based Climate Science, ouvrage à collaboration multiple dont il est le directeur, il soutient que l'augmentation des émissions de CO2 n'est pas la cause du changement climatique. Outre une introduction d'Easterbrook, l'ouvrage contient les interventions de climato-sceptiques notoires. De 2011 à 2016, l'ouvrage comptera 24 éditions en anglais.

### Audition au Comité de l'énergie, de l'environnement et des télécommunications (2013)
Le 26 mars 2013, devant le Comité de l'énergie, de l'environnement et des télécommunications du sénat de l'État de Washington, le professeur émérite expose sa thèse selon laquelle le dioxyde de carbone ne saurait causer un quelconque réchauffement de la planète et que les données empiriques ne corroborent pas les prévisions climatiques catastrophiques qui sont faites. Il ajoute que les données scientifiques visant à prouver un réchauffement planétaire ont été trafiquées par l'Agence américaine d'observation océanique et atmosphérique (NOAA) et l'Agence nationale de l'aéronautique et de l'espace (NASA) et que le réchauffement planétaire a pris fin en 1998.
En réaction, le 31 mars 2013, dans une lettre adressée au Bellingham Herald, le journal local, les enseignants du département de géologie de l'université de Washington-Ouest se dissocient des vues de leur ancien collègue, les déclarant dépourvues de toute validité scientifique et contredites par une masse écrasante d'indices. Ils soutiennent, sans toutefois fournir de preuves, que les vues d'Easterbrook n'ont pas fait l'objet d'un examen critique de la part de ses confrères et accusent le géologue de participer depuis des décennies à une conspiration visant à falsifier les données climatiques et à empêcher la publication de recherches contradictoires.
Dans sa réponse à cette tribune, Easterbrook indique que, s'il ne nie pas le réchauffement climatique, il rejette toutefois le lien qui est fait avec l'augmentation du CO2 dans l'atmosphère. Il fait valoir que des deux réchauffements ayant eu lieu au XXe siècle, le premier et le plus fort se produisit avant l'accroissement du CO2. Il rappelle que les 10 000 années qui se sont écoulées furent plus chaudes que la période actuelle et qu'il y eut, de 15 000 à 10 000 ans avant notre ère, de nombreuses périodes de réchauffement très intense, lesquelles n'ont donc pu être causées par les activités humaines. Et de préciser qu'aucun des treize universitaires ayant signé la tribune n'est spécialiste du climat et n'a publié d'article sur le réchauffement planétaire.
Une autre réponse à la tribune des enseignants de Washington-Ouest, rédigée par David Deming (en), un géologue et géophysicien ayant publié sur les changements climatiques, est rejetée par la rédaction du Bellingham Herald sous le prétexte que l'auteur n'habite pas Bellingham. Dans cette réponse, Deming, partant du principe que le septicisme est d'une importance vitale pour la science, estime que l'objectif des enseignants de géologie à Washington-Ouest semble être de supprimer toute remise en question critique et d'exiger une adhésion dogmatique à l'idéologie régnante.
Des critiques d'Easterbrook font remarquer que dans la présentation de sa thèse au Sénat de l'État de Washington, il donne pour le Groenland, sans s'en rendre compte, la température de 1855 comme « température actuelle », c'est-à-dire une température de l'époque de la Petite ère glaciaire, donc bien avant tout début de changement climatique anthropique.

### Colloque international sur le changement climatique de Las Vegas (2014)
Don Easterbrook fait une communication au 9e colloque international sur le changement climatique organisé par l'Institut Heartland à Las Vegas (Nevada) en juillet 2014. Son intervention porte sur les climats à venir.

### Membre fondateur du Clexit (2016)
Don Easterbrook devient, en mars 2016, un des membres fondateurs du groupement climato-sceptique « Clexit », ou « Climate Exit », dirigé par l'homme politique britannique Christopher Monckton. Le Clexit préconise l'abandon de la « croisade réchauffiste suicidaire ». L'homme, selon le groupe, ne maîtrise pas et ne sait pas maîtriser le climat.

## Publications
Don Easterbrook est l'auteur d'une douzaine de livres, de 185 articles parus dans des revues de spécialité et d'une trentaine de communications faites à des colloques.

### Livres et manuels
- (en) Principles of Geomorphology, McGraw-Hill, 1969, 462 p. (compte rendu de Donald R. Coates, dans The Journal of Geology, Vol. 79, No. 4, juillet, 1971, p. 501) - 2e édition chez Prentice-Hall, 1999
- (en) avec David A. Rahm, Landforms of Washington: the Geologic Environment, printed by Union Print. Co, 1970, 156 p.
- (en) Dating Quaternary sediments, Geological Society of America, Boulder, Colorado, 1988
- (en) Surface Processes and Landforms, Macmillan, 1993, 520 p. - 2e édition chez Prentice Hall, 1999, 546 p.
- (en) avec Dori Jann Kovanen, Interpretation of Landforms from Topographic Maps And Air Photographs Laboratory Manual, Waveland Press Inc., 2006, 193 p.
- (en) Cruising Through Geologic Time in the San Juan Islands, Village Books, 2015, 316 p.
- (en) A Walk Through Geologic Time from Mt. Baker to Bellingham Bay, Chuckanut Editions, 2010, 330 p.
- (en) The 1980 Explosion of Mt. St. Helens, Village Books, 2016, 102 p.
- (en) Mt. Baker Eruptions and Glaciations, Village Books, 2016, 334 p.

### Direction d'ouvrages
- (en) Quaternary Geology of the United States, INQUA 2003 Field Guide Volume, ed. by Don J. Easterbrook, Reno, Desert Research Institute, 2003
- (en) Evidence-Based Climate Science. Data Opposing CO2 Emissions as the Primary Source of Global Warming, 1st edition, Elsevier, 2011, 416 p.

### Chapitres d'ouvrages
- (en) Geological Evidence of Recurring Climate Cycles and Their Implications for the Cause of Global Climate Changes - The Past is the Key to the Future, in Evidence-Based Climate Science. Data Opposing CO2 Emissions as the Primary Source of Global Warming, Elsevier, 2011

### Articles
- (en) Implications of Younger Dryas glacial fluctuations in the western U.S., New Zealand, and Europe, Geological Society of America, 2002
- (en) Synchronicity and sensitivity of alpine and continental glaciers to abrupt, global, climatic changes during the Younger Dryas, Geological Society of America, 2003
- (en) Global, double, Younger Dryas, glacial fluctuations in ice sheets and alpine glaciers, International Quaternary Association, 2003
- (en) avec E.B. Evenson, J. Gosse, S. Ivy-Ochs, D.J. Kovanen, and C.A. Sherard, Synchronous, global, late Pleistocene ice sheet and alpine glacial fluctuations, Geological Society of America, 2004
- (en) Causes and effects of abrupt, global, climate changes and global warming, Geological Society of America, 2005
- (en) Correlation of climatic and solar variations over the past 500 years and predicting global climate changes from recurring climate cycles, International Geological Congress, Oslo, Norway, 2008

## Filmographie
- 2016-2017 : Climate Hustle (film documentaire) (traduisible par « l'arnaque climatique »)[54]. Don Easterbrook figure au nombre des « savants clés » qui apparaissent dans le film[55].